# Lutzomyia amilcari
Lutzomyia amilcari är en tvåvingeart som beskrevs av Arredondo C. 1984. Lutzomyia amilcari ingår i släktet Lutzomyia och familjen fjärilsmyggor.
Artens utbredningsområde är Venezuela. Inga underarter finns listade i Catalogue of Life.